# Rhophitulus dubius
Rhophitulus dubius är en biart som först beskrevs av Joseph Vachal 1909.  Rhophitulus dubius ingår i släktet Rhophitulus och familjen grävbin. Inga underarter finns listade i Catalogue of Life.